# 大島義陳
大島 義陳（おおしま よしつら、1721年（享保6年） - 1788年12月6日（天明8年11月9日））は、加治田大島氏三代目当主。幕府旗本寄合席。
大島義敬の次男。母は戸田氏賢の娘。養父は大島義浮。前妻は河野通喬の娘、後妻は柴田康闊の娘。子に大島義充。通称は幸之助、伊織、織部、左兵衛。法名は義道。
1734年（享保19年）12月11日、徳川吉宗に拝謁する。1746年（延享3年）11月3日、養父・義浮の死により家督を継承する。
1749年（寛延2年）3月22日、書院番となる（1751年（宝暦元年）12月28日辞職）。1755年（宝暦5年）5月11日、西城の御小姓組となり、1761年（宝暦11年）8月3日より本城に勤仕。
1762年（宝暦12年）12月15日西城に復し、1779年（安永8年）4月16日には本城の務となり、1781年（天明元年）5月26日に再び西城の勤めに戻る。
1783年（天明3年）7月26日に致仕。1788年（天明8年）11月9日に68歳で没。